# Wilhelm Alverdes
Wilhelm „Willy“ Alverdes (* 17. Juni 1896 in Frankenhausen; † 28. März 1980 in Rheinbach) war ein deutscher Gartenarchitekt. Er trug nach dem Zweiten Weltkrieg wesentlich zur Neugestaltung der Grünanlagen im Berliner Bezirk Tiergarten bei.

## Leben und Werk

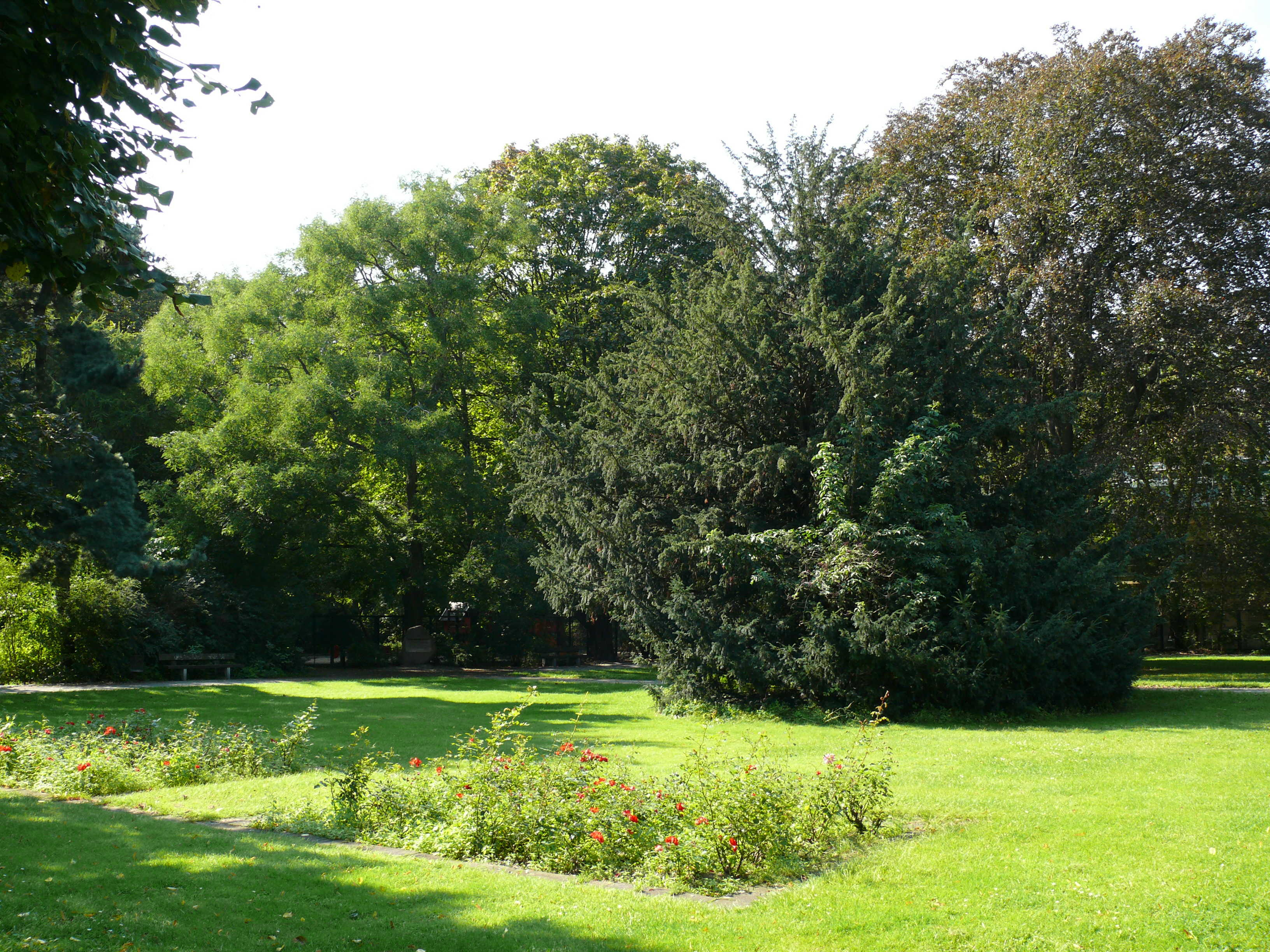
Carl-von Ossietzky-Park

Wilhelm Alverdes entstammte einer thüringischen Gärtnerfamilie. Bereits vor dem Zweiten Weltkrieg war er in einer privaten Gärtnerei in Berlin tätig.
In den Jahren 1928–29 entstand nach ersten Entwürfen von Alverdes der (nunmehr denkmalgeschützte) Garten des von Edmund Schüler entworfenen Hauses Braasch, Am Erlenbusch 24. 1950 übernahm er das Amt des Leiters der Tiergartenverwaltung. Für die Wiederaufforstung des im Krieg zerbombten und danach nahezu abgeholzten Großen Tiergartens entwickelte er das noch heute vorhandene Konzept eines ruhigen, weiträumigen landschaftlichen Erholungsparks. Das gesamte Areal wurde nach seinen Vorstellungen einheitlich durch weite Wiesenflächen und waldartige Gehölze strukturiert. In Teilen noch vorhandene barocke Elemente des Parks, die von Lenné herausgearbeitet worden waren, verwarf Alverdes jedoch als nicht mehr zeitgemäß.
1954 wurde die Tiergartenverwaltung dem Bezirksamt Tiergarten unterstellt und Alverdes wurde Leiter des Gartenbauamts. Nun in Verantwortung für alle Grünanlagen des Bezirks gestaltete er ab 1955 auf den Trümmern der ehemaligen Kaserne des 4. Garde-Regiment zu Fuß den Fritz-Schloß-Park.
Für die Anlage des Kriegsgräberfriedhofs (1955 eingeweiht) an der Wilsnacker Straße in Berlin-Moabit lieferte er die Pläne.
In den Jahren 1956 bis 1958 war Alverdes (neben dem Hauptautor Hans Migge) an der Formung der Außenanlagen der Berliner Kongresshalle beteiligt. 1960 leitete er die Wiederherstellung des Kleinen Tiergartens ein, in den auch der Ottopark einbezogen wurde. Schließlich überführte er ab 1960 das Grundstück der zerstörten Villa Pflug, Alt-Moabit 117/118, in eine öffentliche Grünanlage, den späteren Carl-von-Ossietzky-Park. Alverdes trat 1961 in den Ruhestand.

## Ehrungen

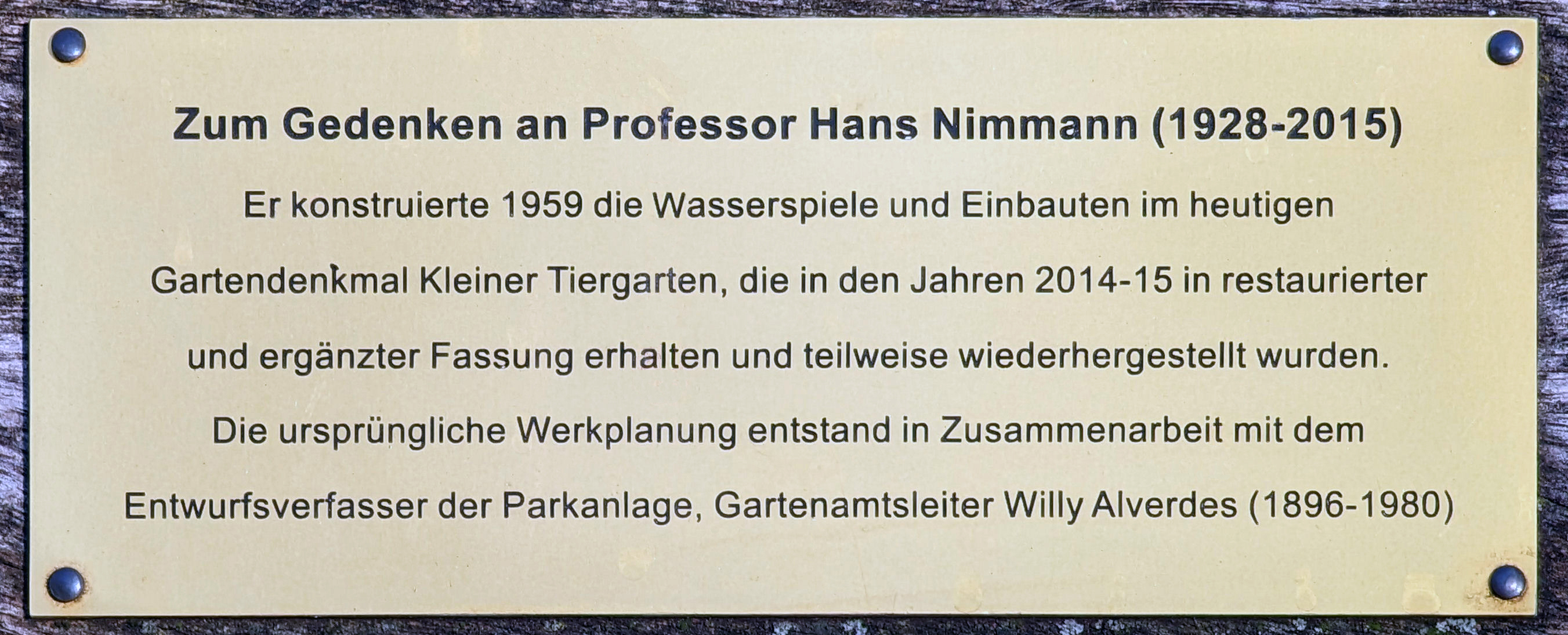
Gedenktafel im "Kleinen Tiergarten", in Berlin-Moabit

- 1961: Verdienstkreuz am Bande der Bundesrepublik Deutschland
- Die Deutsche Gesellschaft für Gartenkunst und Landschaftskultur (DGGL) ernannte Alverdes zum Ehrenmitglied.